# IC 505
IC 505 је спирална галаксија у сазвјежђу Хидра која се налази на листи објеката дубоког неба у Индекс каталогу.
Деклинација објекта је + 4° 22' 23" а ректасцензија 8h 23m 21,6s. Привидна величина (магнитуда) објекта IC 505 износи 13,8 а фотографска магнитуда 14,7. IC 505 је још познат и под ознакама UGC 4382, MCG 1-22-8, CGCG 32-15, PGC 23528.